# Libina
Libina (en allemand : Mährisch Liebau) est une commune du district de Šumperk, dans la région d'Olomouc, en République tchèque. Sa population s'élevait à 3 254 habitants en 2025.

## Géographie
Libina se trouve à 13 km au nord d'Uničov, à 14 km au sud-ouest de Šumperk, à 34 km au nord-nord-ouest d'Olomouc et à 191 km à l'est-sud-est de Prague.
La commune est limitée par Hrabišín et Nový Malín au nord, par Oskava à l'est, par Šumvald et Nová Hradečná au sud, et par Kamenná, Rohle et Dlouhomilov à l'ouest.

## Histoire
La première mention écrite de la localité date de 1348.

## Administration
La commune se compose de trois sections :
- Libina
- Dolní Libina
- Obědné

## Galerie

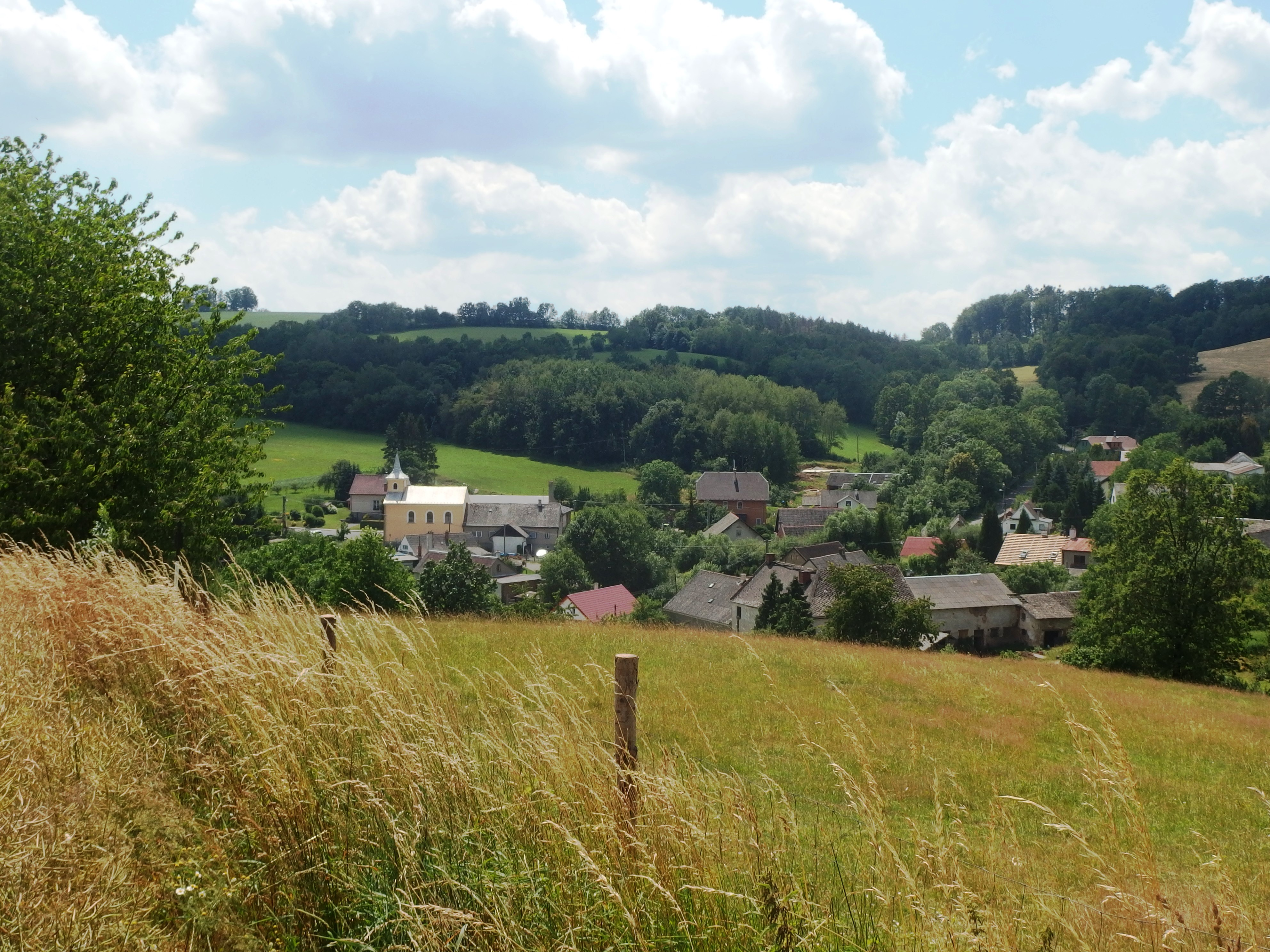
Village d'Obědné.
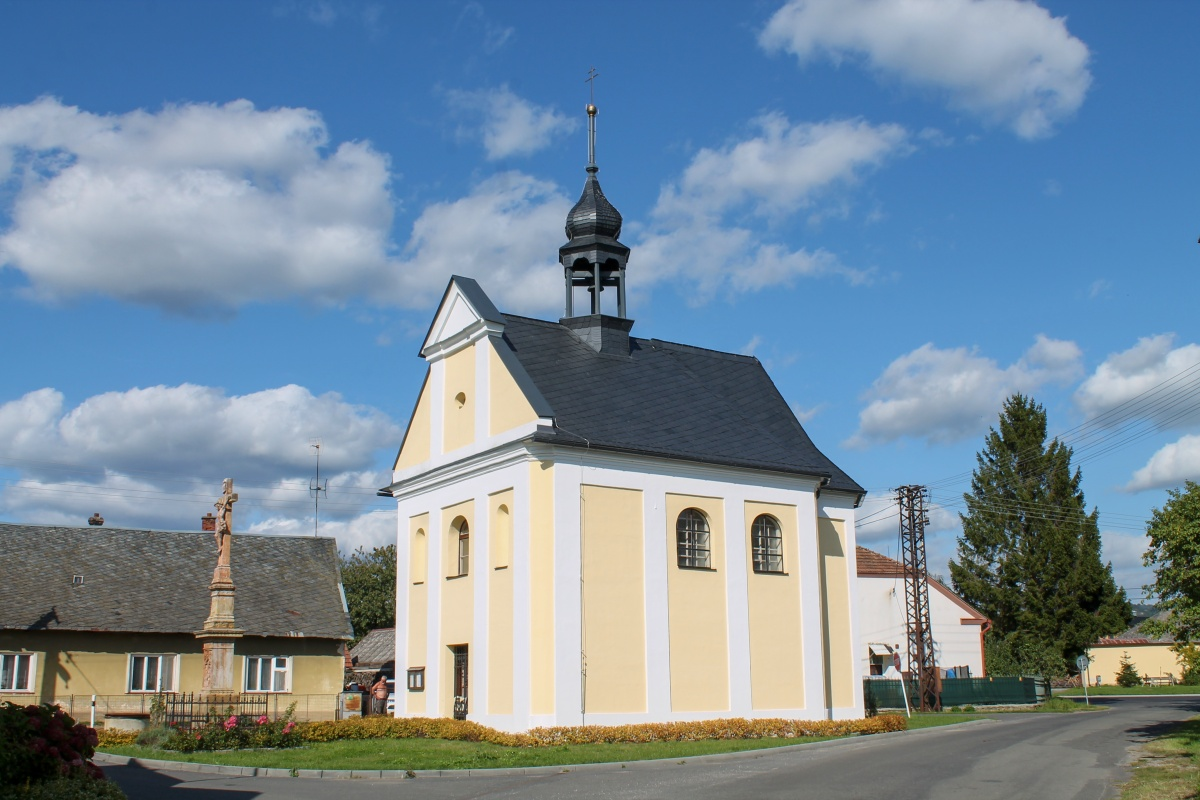
Chapelle Saint-Antoine à Dolní Libině.

## Transports
Par la route, Libina se trouve à 20 km de Šumperk, à 39 km d'Olomouc et à 237 km de Prague.